# Stopplaats Warken
Stopplaats Warken (telegrafische code: wr) is een voormalige stopplaats aan de spoorlijn Zutphen - Winterswijk, destijds aangelegd en geëxploiteerd door de Nederlandsch-Westfaalsche Spoorweg-Maatschappij. De stopplaats lag ten oosten van de stad Zutphen ter hoogte van de buurtschap Warken aan de doorgaande weg van Zutphen naar Vorden. Aan de spoorlijn werd de stopplaats voorafgegaan door station Zutphen en gevolgd door station Vorden. Stopplaats Warken werd geopend op 24 juni 1878. Wanneer de stopplaats gesloten werd is onbekend, maar de stopplaats wordt nog wel genoemd op de topografische militaire kaart van 1933. Bij de stopplaats was een wachtpost aanwezig met het nummer 9 welke rond de Tweede Wereldoorlog verloren is gegaan. Na de oorlog is er een dienstwoning op dezelfde locatie gebouwd.
0,0: Zutphen ·
0,5: Nieuwstad ·
7,0: Warken ·
11,8: Vorden ·
17,5: Brandenborch ·
21,3: Ruurlo ·
28,8: Beltrum-Zieuwent ·
33,9: Lichtenvoorde-Groenlo ·
42,5: Winterswijk West ·
Winterswijk GOLS ·
43,6: Winterswijk
Huidige stations:
Aalten ·
Apeldoorn · 
-De Maten · 
-Osseveld ·
Arnhem:
-Centraal · 
-Presikhaaf · 
-Velperpoort · 
-Zuid ·
Barneveld:
-Centrum · 
-Noord ·
-Zuid ·
Beesd ·
Brummen ·
Culemborg ·
Didam ·
Dieren ·
Doetinchem · 
-De Huet · 
Duiven ·
Ede:
-Centrum ·
-Wageningen ·
Elst ·
Ermelo ·
Gaanderen · 
Geldermalsen ·
't Harde ·
Harderwijk ·
Hemmen-Dodewaard ·
Kesteren ·
Klarenbeek ·
Lichtenvoorde-Groenlo ·
Lochem ·
Lunteren ·
Nijkerk ·
Nijmegen · 
-Dukenburg · 
-Goffert · 
-Heyendaal · 
-Lent ·
Nunspeet · 
Oosterbeek ·
Opheusden ·
Putten ·
Rheden ·
Ruurlo ·
Terborg ·
Tiel · 
-Passewaaij ·
Twello · 
Varsseveld · 
Veenendaal-De Klomp · 
Velp · 
Voorst-Empe · 
Vorden · 
Wehl ·
Westervoort · 
Wezep · 
Wijchen ·
Winterswijk · 
-West · 
Wolfheze · 
Zaltbommel · 
Zetten-Andelst · 
Zevenaar · 
Zutphen
Voormalige stations: lijst van voormalige spoorwegstations in Gelderland